# ليونارد فلويد
ليونارد فلويد (بالإنجليزية: Leonard Floyd) هو لاعب كرة قدم أمريكية أمريكي، ولد في 8 سبتمبر 1992 في أتلانتا في الولايات المتحدة.

## وصلات خارجية
- ليونارد فلويد على موقع مرجع كرة القدم المحترفة.كوم (الإنجليزية)